# GNU Health
GNU Health は以下のような機能を持つ、健康管理のための情報システムであり、自由ソフトウェアである。
- 電子カルテ (Electronic Medical Record, EMR)
- 病院情報システム (Hospital Information System, HIS)
- 健康情報システム (Health Information System)

マルチ・プラットフォームのソフトウェアとして開発されており、様々なオペレーティングシステム (Linux、Windows、FreeBSD など)、様々なデータベース (PostgreSQLなど)、様々な ERPパッケージ (Tryton など) で動作する。

## 開発の経緯
GNU Health は 2008 年に Luis Falcón が人口の少ない地域での健康維持の啓発活動のために開発した Medical というソフトウェアが元になっている。複数の分野、国にまたがる貢献者による開発チームが結成され、病院情報システム機能が実装された。GNU Health は、健康維持、増進、教育に関して自由ソフトウェアによる国際的な貢献を行っている NPO団体である GNU Solidarioプロジェクトの一部である。
主な経緯
- 2008年10月12日 Sourceforge に Medical 開発プロジェクトが登録される。
- 2008年11月2日 Medical 0.0.2 がリリースされる。
- 2010年4月15日 Medical がブラジル政府のソフトウェアポータルサイト Portal do Software Público Brasileiro (SPB) に登録される。
- 2010年7月31日 欧州委員会の JOINUP に登録される。
- 2011年4月18日 開発に使うERPパッケージ をOpenERP（英語版） Tryton（英語版） に変更する。
- 2011年6月12日 プロジェクト名を Medical から GNU Health に変更する。
- 2011年8月16日 Tryton と PostgreSQL をサポートしたバージョン 1.3.0 をリリースする[2]。
- 2011年8月26日 GNU Health が GNUソフトウェアであることが、リチャード・ストールマンから公式に発表される（この時点で開発拠点が SourceForge から GNU Savannah に移る）。
- 2011年10月29日 バージョン 1.4.1 がリリースされる[3]（このときにPythonモジュール群としてPython Package Indexに登録される）。

## 利用法
GNU Health は個々人の日々の健康管理情報や医療情報を扱う機関、たとえば病院や保健所、あるいはそういったサービスを行う健康づくりスポーツセンターなどでの利用を想定しており、その機関全体の情報管理も行うことを考慮して開発されている。
GNU Health を利用することによって、プライマリ・ヘルス・ケアや病歴、検査結果、診療カルテといった患者情報、医薬品の情報、検査室や医師の管理、医学的レポートの作成、請求などの財務管理といった処理が可能で、医療機関のペーパーレス化ができる。また疾患の分類はICD-10に準拠している。

## 特徴
ソフトウェアとしては、カーネルと呼ばれる中核系モジュールに、付加する機能ごとのモジュールを追加する形式をとっている。

## 社会的評価

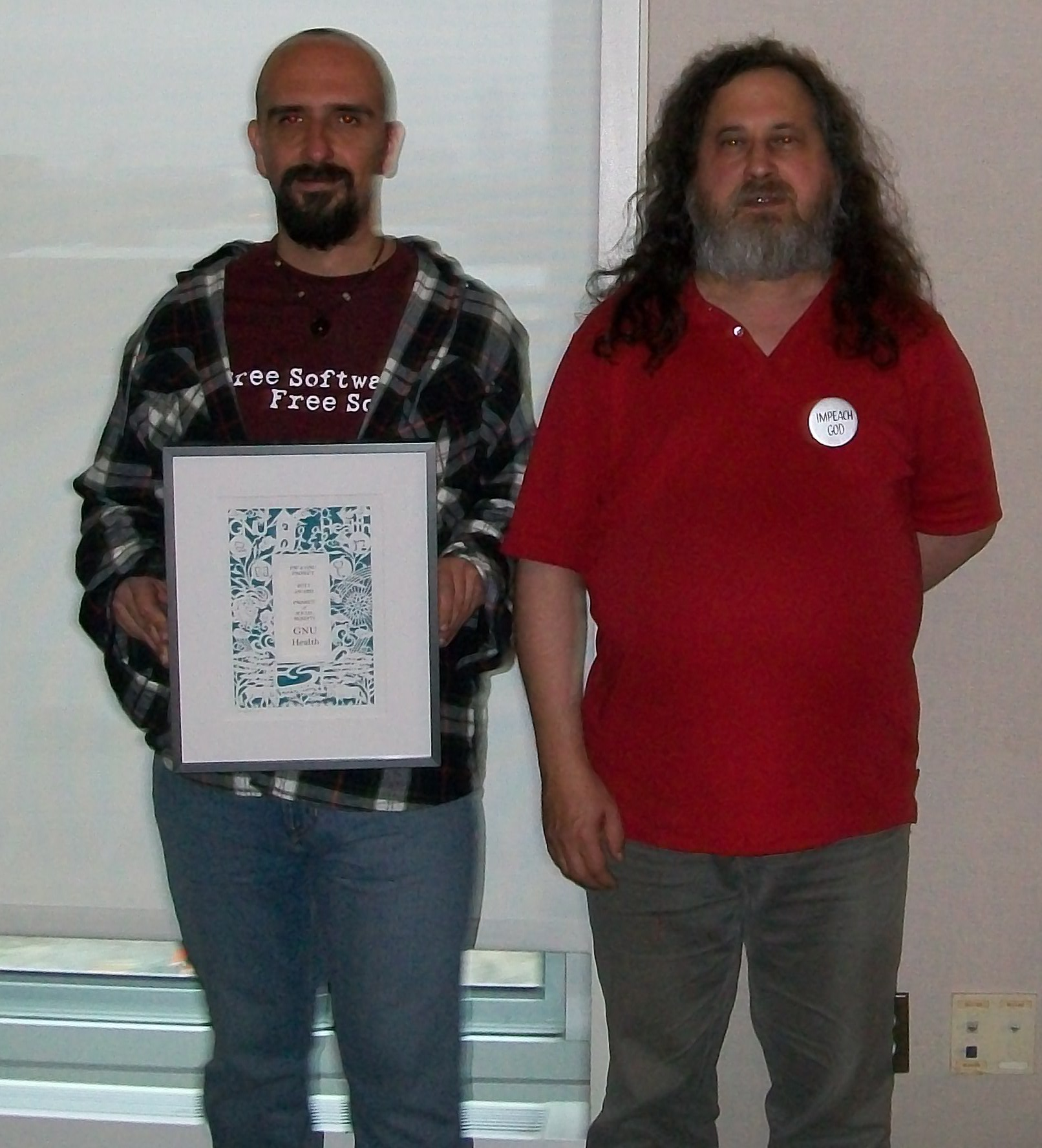
2011年FSF Free Software Awards受賞の記念写真。
左：GNU Healthのファルコン。
右：FSFのストールマン。

GNU Health は米国フリーソフトウェア財団による 2011 年度の Free Software Awards を受賞した (Projects of Social Benefit 部門)。